# Botafogo FC (Ribeirão Preto)

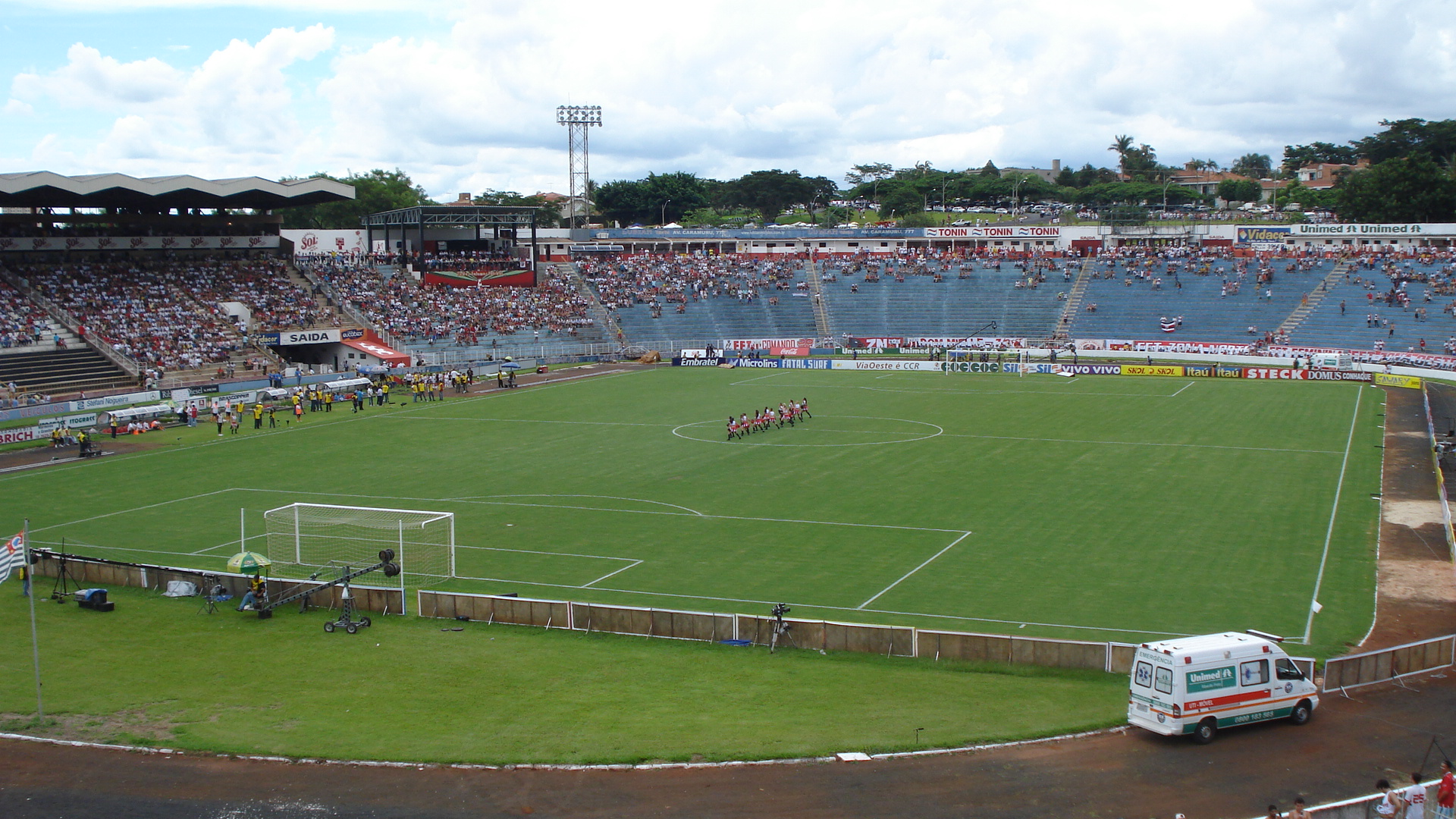
Het stadion van Botafogo FC

Botafogo FC is een Braziliaanse voetbalclub uit Ribeirão Preto, in de staat São Paulo.

## Geschiedenis
In de stad Ribeirão Preto had elke wijk wel zijn eigen voetbalclub en in 1918 fuseerden União, Paulistano Tiberense en Ideal FC tot Botafogo FC, de club werd niet vernoemd naar Botafogo FC uit Rio de Janeiro, al wordt dat wel soms aangenomen. In 1956 werd de club kampioen van de tweede klasse in het Campeonato Paulista en promoveerde zo voor het eerst naar de hoogste klasse. De club speelde er onafgebroken tot 1993, regelmatig speelde stadsrivaal Comercial ook in de hoogste klasse. Hierna speelde de club nog in 1996 en 1997 van 2000 tot 2003 in de hoogste klasse en opnieuw sinds 2009. 
Botafogo draaide ook al mee op nationaal niveau. De club speelde vier seizoenen in de Série A in de tijd dat deze nog erg uitgebreid was. In 1999 en 2001 slaagde de club er opnieuw in om in de Série A te spelen, maar kon nooit een verlengstuk breien aan het avontuur bij de elite. In 2002 degradeerde de club ook uit de Série B en een jaar later uit de Série C. Pas in 2010 speelde de club weer op nationaal niveau, toen in de Série D. In 2015 kon de club weer promotie afdwingen naar de Série C. In 2018 promoveerde de club verder naar de Série B. Na een negende plaats in 2019 degradeerde de club het volgende seizoen. 

## Bekende ex-spelers
- Rodolfo Carbone
- Leandro
- Sócrates